# Gilbert Thomas Burnett
Gilbert Thomas Burnett (* 15. April 1800 in London; † 27. Juli 1835) war ein britischer Botaniker und Zoologe. Sein offizielles botanisches Autorenkürzel lautet „Burnett“.
Burnett war der erste Professor für Botanik am King’s College London (1831–1835). Burnett schrieb einige botanische Werke, aber auch zoologische wie Illustrations of the Manupeda or Apes and their Allies, das 1828 erschien.
Der englische Botaniker John Lindley benannte 1840 die Orchideengattung Burnettia zu seinen Ehren.
Burnett war Mitglied der Linnean Society (Linné-Gesellschaft).

## Werke
- Outlines of Botany (1835)
- Illustrations of Useful Plants employed in the Arts and Medicine
- Illustrations of the Manupeda or Apes and their Allies (1828)